# Gontard (évêque de Valence)
Pour les articles homonymes, voir Gontard.
Gontard est un prélat dauphinois, évêque de Valence et administrateur apostolique de Vienne de la fin du XIe siècle, probablement issu de la première maison des comtes de Valence (Valentinois).

## Biographie

### Origines
Les origines et la date de naissance de Gontard ne sont pas connues. L'historien local, Jules Chevalier (1897), indique qu'il pourrait être le fils d'Hugues, l'aîné des fils du comte de Valence (Valentinois), Geilin II. Il appartiendrait ainsi à ce que certains historiens ont qualifié de première maison des comtes de Valence, dont les cadets se succèdent sur le trône de Valence. Jules Chevalier considère qu'« il n'y aurait là rien d'impossible cette succession d'oncle à neveu serait même tout à fait conforme aux tristes coutumes d'une époque où les grands bénéfices. » Cette hypothèse repose, pour Jules Chevlaier, sur « un simple détail il avait un frère nommé Hugues qui possédait des biens dans la Bayanne et qui était le vassal d'Adon, frère de Léger, archevêque de Vienne » (Regeste dauphinois, acte no 2028).
Selon cette analyse, il serait ainsi le neveu de l'évêque de Valence, Odon, et un proche parent de l'évêque du Puy, Adhémar († 1098),.

### Épiscopat
Gontard (Gontardus) monte sur le trône de Valence, vers 1063 (serment),, selon les Cartulaires de Léoncel et de Saint-Félix. Il semble succéder à Odon,.
Il est mentionné dans une bulle du Pape Alexandre II, en date du 27 janvier 1065. Deux ans plus tard, il juge un différend entre l'abbé et le prieur de Saint-Félix.
Plusieurs actes, vers 1067, concernant des accords avec l'abbaye Saint-Barnard de Romans, notamment à propos, sous l'égide de l'archevêque métropolitain de Vienne, Léger.
Il est jugé au synode de Chalon de 1072(/73), en présence du légat du pape, de cinq évêques et plusieurs abbés, au cours duquel on déclare que l'évêque n'a aucun droits sur le château de Pizançon (Chatuzange-le-Goubet) et qu'il doit le remettre aux chanoines de Saint-Barnard de Romans. En 1099, le pape lui écrit car l'évêque n'a toujours pas rendu le château.
Il se rend à Rome vers 1077 ou 1078.
Il est appelé le 19 janvier 1082 à administrer l'archidiocèse de Vienne, à la suite de la déposition de l'archevêque Warmond. Il s'intitule lui-même archevêque dans deux actes de l'année 1084.
Gontard est à l'origine de nouvelle cathédrale dédiée Saint-Apollinaire. Il reçoit le pape Urbain II, en route pour Clermont, qui la consacre, le 5 août 1095,. Quelques mois plus tard, il participe au concile de Clermont, à l'issue duquel se fait l'appel à la première croisade par le pape.
Il est mentionné pour la dernière fois dans la lettre qui lui est adressée par le pape Urbain II, à propos du château de Pizançon dans lequel il a placé un neveu,.
Le Regeste dauphinois (1912) place l'obit au 26 août [1099?].